# Ismael Kirui
Ismael Kirui (* 20. Februar 1975 in Kapcherop im Distrikt Marakwet) ist ein ehemaliger kenianischer Langstreckenläufer.
Schon 1990 wurde Ismael Kirui Zweiter bei den Juniorenweltmeisterschaften im 10.000-Meter-Lauf hinter seinem Bruder Richard Chelimo. Im Jahr 1992 wurde er Juniorenweltmeister im Crosslauf und Vizejuniorenweltmeister über 5000 Meter.
Im Jahr darauf gewann er bei den Weltmeisterschaften in Stuttgart im Alter von 18 Jahren und 177 Tagen mit dem Juniorenweltrekord von 13:02,75 min durch ein Temporennen der Kenianer, bei dem er als einziger bis zum Ziel das Tempo halten konnte. Während seine beiden Landsleute Paul Bitok und Michael Chesire am Ende weit zurückfielen, holten die drei Äthiopier Haile Gebrselassie, Fita Bayisa und Worku Bikila mächtig auf. Gebrselassie hatte als Zweiter nur 42 Hundertstelsekunden Rückstand.
Zwei Jahre später bei den Weltmeisterschaften 1995 in Göteborg wurde das Tempo auf den ersten Runden deutlich gebremst. In der zweiten Hälfte des Rennens gab es einen Steigerungslauf mit einem langen Schlussspurt. Kirui verteidigte seinen Titel von Stuttgart in 13:16,77 min vor dem Marokkaner Khalid Boulami, der einen ähnlich knappen Rückstand hatte wie Gebrselassie zwei Jahre zuvor.
Bei den Crosslauf-Weltmeisterschaften gewann Ismael Kirui im Seniorenbereich 1993 Bronze, 1995 Silber und 1996 erneut Bronze. Bei diesen drei Starts gewann er mit der kenianischen Mannschaft jeweils Gold. 1998 wurde er noch einmal Siebter bei den Crosslauf-Weltmeisterschaften. In diesem Rennen gehörte er allerdings nicht zu den besten vier Kenianern, so dass ihm das Mannschaftsgold verwehrt blieb.
Kirui ist 1,60 m groß und wog zu Wettkampfzeiten 54 kg. Seit 1996 ist er mit Rose Cheruiyot verheiratet, die damals ebenfalls 5000-Meter-Läuferin war und heute auf der Marathonstrecke erfolgreich ist. Zusammen haben sie drei Kinder. Außerdem ist Ismael Kirui der Bruder von Richard Chelimo, dem Olympiazweiten über 10.000 Meter von 1992, und seine Halbschwester Catherine Kirui ist ebenfalls als Langstreckenläuferin erfolgreich. Sein Cousin Moses Kiptanui wurde dreimal Weltmeister im Hindernislauf.

## Bestleistungen
- 3000 m: 7:39,82 min, 27. August 1993, Berlin
- 5000 m: 13:02,75 min, 16. August 1993, Stuttgart;  16. August 1995, Zürich
- 10.000 m: 27:06,59 min, 25. August 1995, Brüssel
- 15-km-Straßenlauf: 42:42 min, 3. Mai 1998, La Courneuve